# Margareta Grimberg
Puppi Lilly Margareta Grimberg-Johansson, född 24 september 1923 i Baden i Tyskland, död 26 augusti 2019 i Härnösand, var en svensk skådespelare.

## Filmografi
- 1942 – En äventyrare
- 1943 – Kungsgatan
- 1943 – Ungt blod
- 1944 – Släkten är bäst
- 1950 – De vita händerna
- 1953 – Alla tiders 91 Karlsson
- 1954 – Aldrig med min kofot eller Drömtjuven